# Do it yourself
Do it yourself ([ˌduːɪtjəˈsɛlf], kurz DIY und D.I.Y.; deutsch „Mach‘ es selbst“) ist der Anglizismus für Tätigkeiten im Privathaushalt, die ansonsten von Fachkräften des Handwerks oder anderen Berufen übernommen werden.

## Allgemeines
Es handelt sich um eine handwerkliche Selbsthilfe durch Privatpersonen in deren Freizeit. Für Privatpersonen muss die Möglichkeit bestehen, die übernommenen Arbeiten alternativ durch Fachkräfte ausführen zu lassen. Dagegen hatten die frühen Siedler in den USA (englisch settlers) keine Wahl, denn in den entlegenen Gebieten mussten sie – mangels Handwerkern – ihre eigenen Häuser selbst bauen und instand halten: Do it yourself lag hier nicht vor.

## Geschichte
Die Phrase „Do it yourself“ tauchte zum ersten Mal im November 1912 in dem amerikanischen Bastlermagazin „Suburban Life“ auf, das seine Leser dazu aufforderte, ihre Wände selbst anzustreichen und keine Fachkräfte zu beauftragen. In der Folge des Artikels erschienen zahlreiche Bücher, etwa 1917 oder 1922.
Zum kommerziellen Konzept wurde „Do-it-yourself“ nach dem Ersten Weltkrieg in den USA als zunächst von der Industrie propagiertes Schlagwort. Die Idee entwickelte sich insbesondere infolge des sinkenden Arbeitsangebots durch Handwerker und durch das zunehmende Güterangebot an Halbfertigfabrikaten, die durch Selbstbau weiterverarbeitet werden konnten.
In Deutschland erschien im Januar 1950 das erfolgreiche Modemagazin „Burda Style“, das Frauen zur Handarbeit mit Schnittmustern zur Eigenfertigung von Bekleidung anregte. Im Mai 1953 kam für Männer die Zeitschrift „Hobby“ und im November 1957 „Selbst ist der Mann“ auf den Markt. Sie enthielten Anleitungen zur Modernisierung, für Bauhandwerk und zur Renovierung. Heute gehört die letztere Zeitschrift zur Bauer Verlagsgruppe und hatte 2009 eine Monatsauflage von 75.200 Exemplaren. Seit 1974 erscheint die Monatszeitschrift Selber machen, damals im Orbis Verlag, ab 1978 im Jahreszeiten Verlag und seit 2013 im Verlagshaus GeraNova Bruckmann mit einer Auflage von 65.062 Exemplaren (1/2015). Der DIY-Trend verstärkte sich durch Baukasten- und Modellbau-Systeme für Kinder und Erwachsene, die den Bastlern Gelegenheit gaben, insbesondere Modellflugzeuge oder Schiffsmodelle selbst zu bauen, anstatt Fertigprodukte zu erwerben. Es folgte im Januar 1960 als neuer Warenhaustyp der von Heinz-Georg Baus in Mannheim gegründete erste deutsche Baumarkt, der das Heimwerken förderte. Aus ihm entwickelte sich die Bauhaus-Kette in der Form des SB-Warenhauses.
Die Do-it-yourself-Bewegung der 1960er und 1970er ist geprägt von einem Glauben an Selbstermächtigung, Selbstorganisation, Improvisation, Eigeninitiative und oft einem Misstrauen gegenüber etablierter Autorität, gegenüber passivem Konsum, Produkten der Industrie und Vorgaben der Massenmedien.
In den späten 1970er und 1980er Jahren ist – ausgehend von Bands wie Crass und anderen – eine Anarcho- und Hardcore-Punkbewegung entstanden, die sich damit vom No Future abwandte. Heute lassen sich diese Tendenzen sehr grob in kulturellen Underground und politischen Graswurzel-Aktivismus einteilen. Da Fähigkeiten oft autodidaktisch erworben werden, spielen Publikationen mit Anleitungen eine zentrale Rolle. Im englischsprachigen Raum werden „Zines“, kleine Heftchen, selbst gedruckt. Zudem stellen Nutzer heute unzählige Anleitungen auf YouTube, und es gibt Themen-Sendungen auf WDR, SWR, BR, Sat1, Kabel Eins, sixx und ProSieben (z. Bsp.:Do It Yourself – S.O.S.).
In der Informationstechnologie tragen DIY-Technologien und -Versuchsaufbauten mittels Open Hardware zur Steigerung des Technologietransfers und des Fähigkeitsaufwuchses in ökonomisch benachteiligten Regionen bei. Forschende plädieren seit geraumer Zeit für vermehrte wirtschaftspolitische Aufmerksamkeit gegenüber Hackerspaces und anderen Orten wertschöpfender DIY-Praktiken.
Seit Januar 2002 gibt es in Deutschland die IKEA-Klausel des § 434 Abs. 2 Satz 1 BGB in Verbindung mit § 434 Abs. 4 BGB, die eine falsche Montageanleitung zum Selbstbauen von Möbeln als Sachmangel einstuft. Im Januar 2022 wurde als § 434 Abs. 4 Nr. 2 BGB ergänzt: „[…] zwar unsachgemäß durchgeführt worden ist, dies jedoch weder auf einer unsachgemäßen Montage durch den Verkäufer noch auf einem Mangel in der vom Verkäufer übergebenen Anleitung beruht.“
Der Bundesverband Deutscher Heimwerker- und Baumärkte e. V. (BHB) feierte 2014 zu seinem 40-Jährigen Bestehen ein „Gipfeltreffen der DIY-Branche“ im ehemaligen Bundestag in Bonn. Der Fachverband versteht sich als Sprachrohr der DIY-Branche in Deutschland, Schweiz und Österreich. „Der Trend, selbst zu gestalten, ist auf Wachstumskurs.“ verkündet 2015 ganz allgemein das Branchenmagazin „diy“ aus dem Dähne Verlag.
Mit dem Thema „Die Zukunft des Heimwerkens“ fand 2015 in London der dritte „Global DIY Summit“ der edra (European DIY Retail Association), fediyma (European Federation of DIY Manufacturers) und ghin (Global Home Improvement Network) unter Beteiligung von Google und SAP statt.

## Ausprägungen

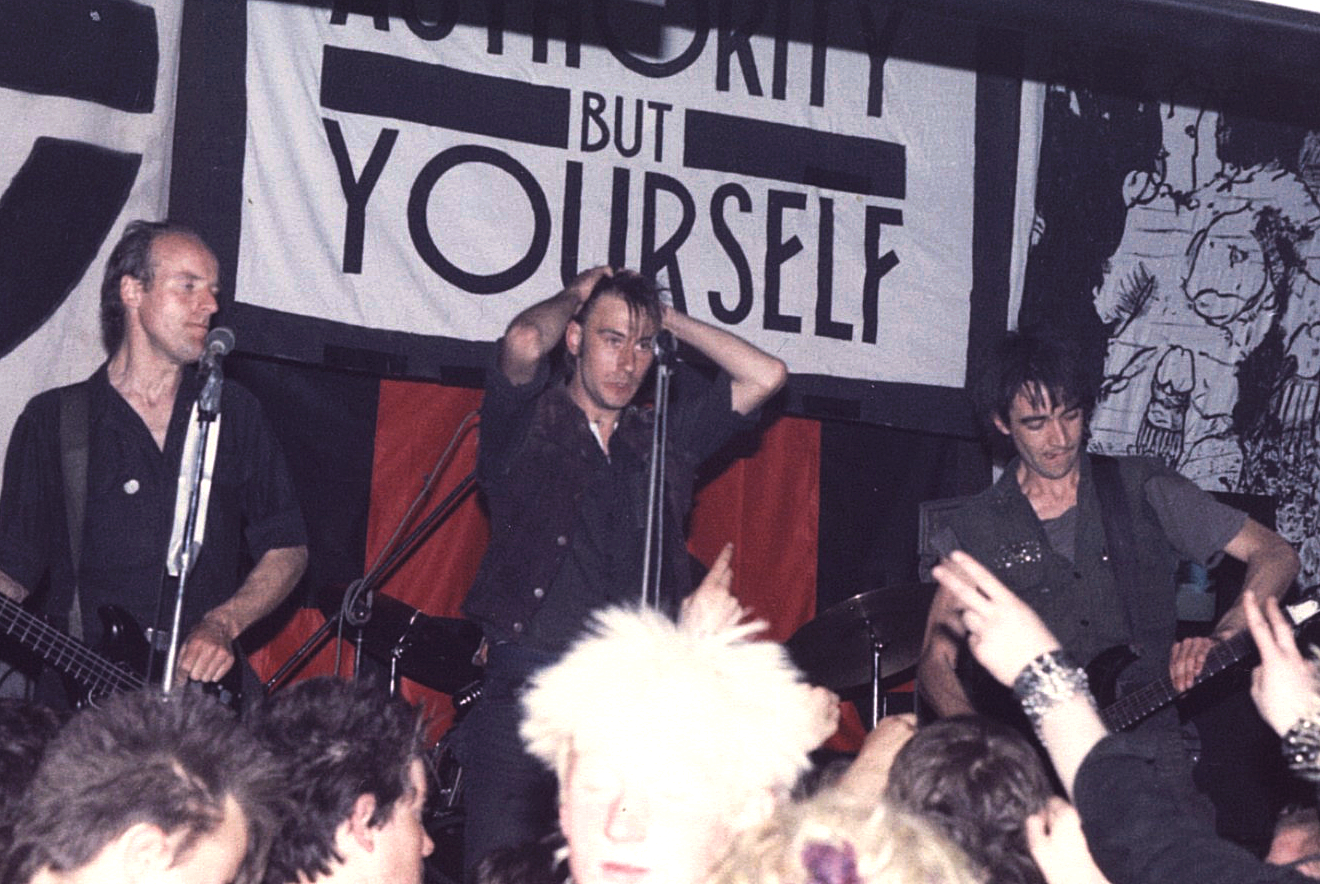
Crass-Konzert 1984

Die Fachliteratur brachte Kochbücher heraus, es wurden massenweise Ratgeber veröffentlicht, welche die handwerkliche Selbsthilfe propagierten und Fragen der Instandhaltung, Reparatur oder Wartung durch Selbstbau aufgriffen. Auch das Fernsehen konnte sich dem Trend nicht widersetzen und präsentierte ab Januar 1971 Magazinsendungen des ARD-Ratgebers über verschiedene Themen. Den Kern des Selbermachens erfasste ab Dezember 1974 die in den Dritten Programmen ausgestrahlte und von Jean Pütz und Wolfgang Back moderierte Hobbythek. Die allererste Folge der Hobbythek wurde am 22. Dezember 1974 beim WDR ausgestrahlt, damals noch als experimentelles Sendeformat, das sich mit Hobbys beschäftigen sollte. Schnell folgten weitere Sendeformate, die Heimwerken und Do-It-Yourself aufgriffen. Zu den bekanntesten Heimwerken- und DIY-Experten zählen u. a. Mark Kühler („Schrauben, sägen, siegen“), Andrew 'Tommo' Thomas („Die Super-Heimwerker“), Enie van de Meiklokjes („Wohnen nach Wunsch“).
Mit dem starken Anstieg der Beliebtheit des kreativen Hobbys vermengte sich der Begriff des Heimwerkens mehr und mehr mit dem Thema „Kreativ“. So werden vermehrt dekorative Tätigkeiten wie Wohnraumdeko, Upcycling und textiles Werken mit dem Begriff Do-it-yourself benannt. Darüber hinaus ist das heutige Begriffsverständnis geschlechterunspezifisch, anders als das Heimwerken, das mit einem männlichen Geschlecht verknüpft wird (v. v.: Handarbeit).
In der Baufinanzierung ist die so genannte Muskelhypothek bekannt, bei welcher der Bauherr von Wohnimmobilien einen (meist geringen) Teil der Bauleistung selbst erbringt. Der nachgewiesene Anteil verringert die Anforderungen der Kreditinstitute an das einzubringende Eigenkapital. Auch die Eigenleistung von Unternehmen, die im Zusammenhang mit der Herstellung oder Reparatur eigener Anlagen entsteht und auch durch Fremdfertigung erbracht werden könnte, ist Teil des Selbsthilfe-Prinzips.
Die Individualreise wird auch „Do it yourself-Reise“ genannt, weil sie ohne die Inanspruchnahme eines Reiseveranstalters organisiert und durchgeführt wird.
In der Popmusik tauchte ab 1976 im Rahmen des Punk eine Do it yourself-Bewegung auf, die dem Publikum empfahl, selbst in einer Punk-Band zu spielen oder eigene „Fanzines“ (abgeleitet von Fan-Magazin) herauszubringen, weil der Punk in Musikmagazinen nicht oder nur verzerrt Erwähnung fand.
Repair-Café und Selbsthilfewerkstatt bieten die Gelegenheit, Reparaturen an Geräten ohne die Inanspruchnahme von Fachpersonal durchzuführen.

## Semantik

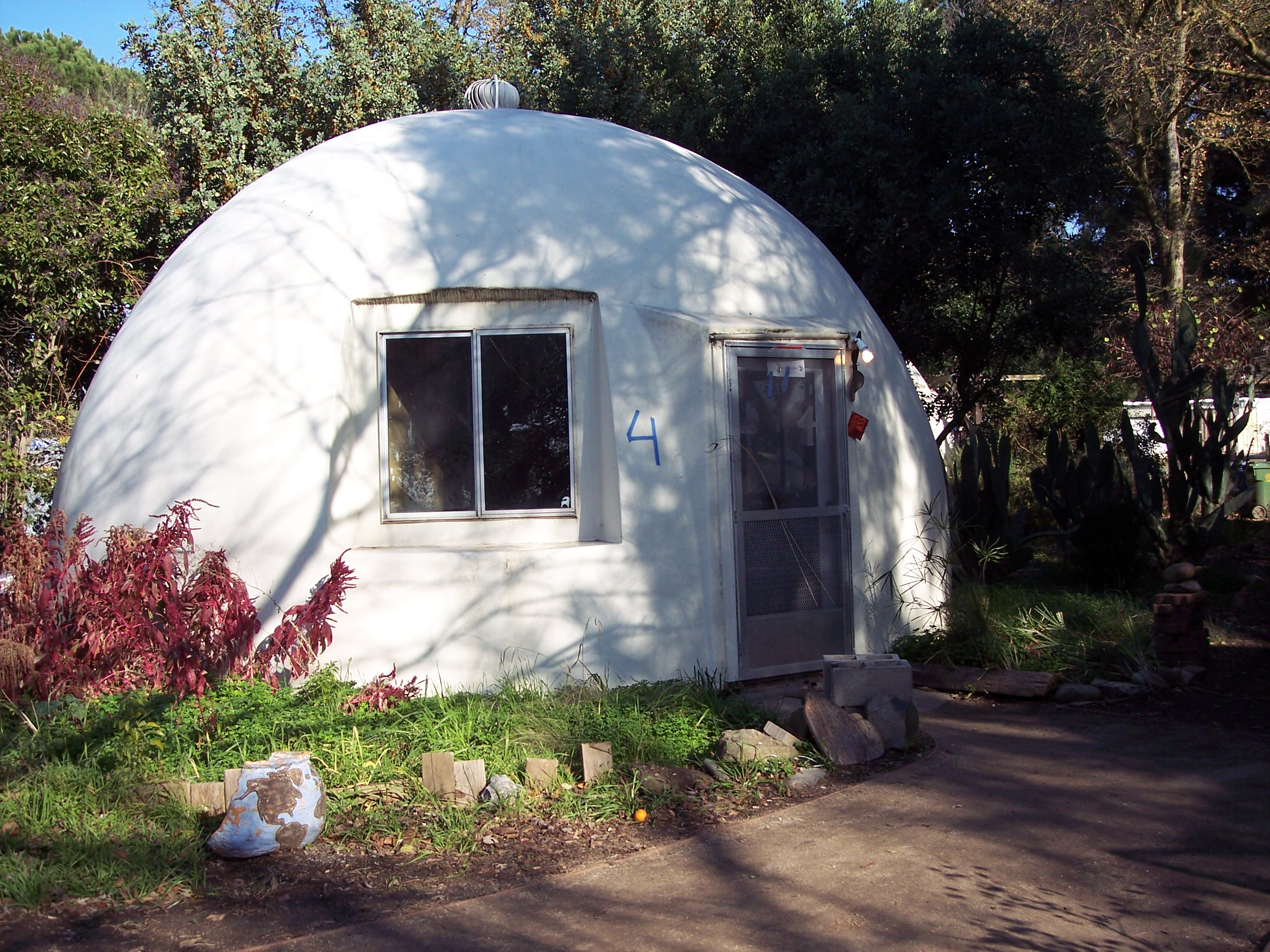
Dome-Haus aus Glasfaser in Kalifornien

Durch die inflationäre, fast beliebige Verwendung des Labels DIY findet eine Bedeutungserweiterung statt. DIY im ursprünglichen Sinn ist keine Beschreibung reiner Phänomene wie Heimwerken, Basteln und Selbermachen, sondern bedarf des expliziten Bezugs auf die Bewegung, Einstellung oder zumindest das Motto. Dabei kann es auf die Intention der Tüftler selbst ankommen, die verwendeten Vorlagen oder das Ergebnis, ob es sich um DIY handelt und um welche Formation dessen. Dennoch gibt es Überschneidungen zwischen DIY und Selbermachen, dass sich nicht in die Tradition dieser Bewegung stellt: Anlass, Dinge selber zu machen, können Spaß, Kreativität oder wirtschaftliche Gründe sein. Viele Dinge kann man zudem nicht in gewünschter Form oder Verarbeitungsqualität vorgefertigt erwerben.
In der alternativen DIY-Szene geht es neben der individuellen Unabhängigkeit zudem um die Selbstorganisation mit anderen, vor allem aber um die Abgrenzung zu z. B. Kommerzialisierung. DIY-Praktiken finden sich damit in einem paradoxen Verhältnis von Grundbedürfnis und Wunsch, ursprünglicher Kreativität und Eklektizismus wieder, das klassisches Design bezüglich Prozessen, verbundenem Lebensstil und Produktionsweisen herausfordert.
Im Bedeutungswandel auf psychologischer Ebene tritt die metakommunikative Aufforderung stark in den Hintergrund.

## Politisch-ethisches Konzept

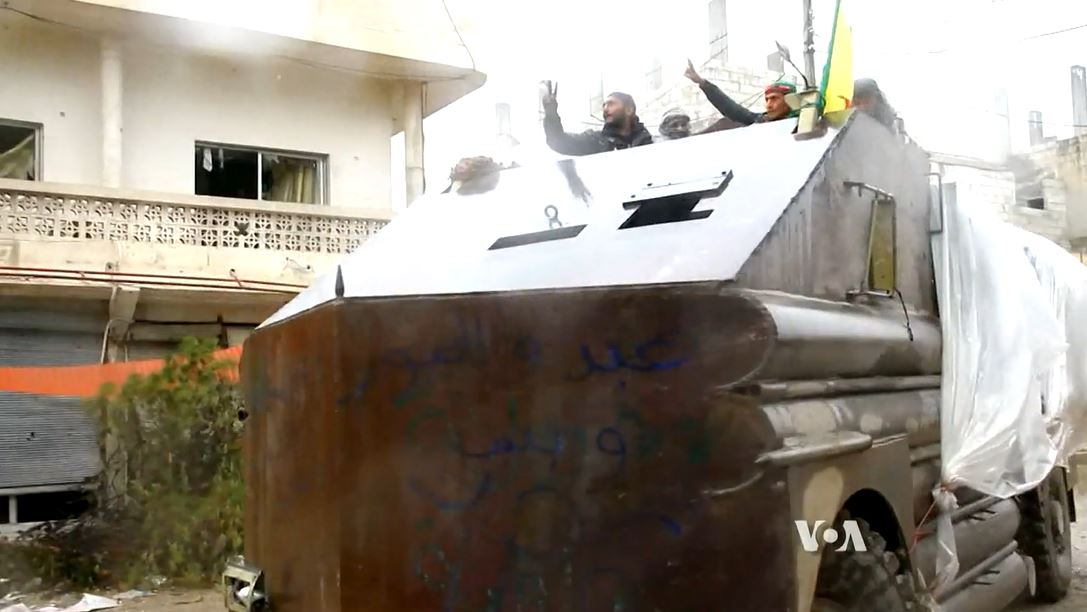
Selbstgebauter Panzer der YPG-Miliz in Kobane 2015

Die DIY-Bewegung versammelt gegen-kulturelle Strömungen in sich. Ein populäres Beispiel dafür ist die Punkbewegung der 1970er Jahre. Den Bruch mit Konventionen drückten sie durch die Musik des Punkrock oder selbst gestaltete Mode aus. Die Betonung des DIY als Lebensstil, Subjektformation und Ethik ist noch immer typisch für alternatives DIY und geht weit über die bloße Bereitschaft zum Selbermachen oder Heimwerken hinaus.
Dazu zählen auch das Streben nach Selbstbestimmtheit sowie Selbstbehauptung. Alternativen werden bevorzugt.
Die alternative DIY-Szene organisiert sich unabhängig von großen Institutionen und Konzernen in Festivals, Besetzungen, Bands, Bezugsgruppen, offenen Werkstätten bzw. Repair-Cafés, Piratensendern, sozio-kulturelle oder autonomen Zentren, Aktions-Camps, Skillsharing-Workshops und der Veröffentlichung gemeinsam erstellter Inhalten (z. B. Zines).
Da die Möglichkeiten sowohl für selbst bestimmtes Leben und Arbeiten als auch für die Bereitschaft zum Aktivismus in jeglicher Form im Zuge der Digitalisierung neue Ausmaße angenommen haben, stieg auch die Popularität des DIY. Genauso wie rebellische, eher handwerklich verortete Phänomene wie das Guerilla Gardening, Guerilla-Knitting oder das Upcycling zählen auch Internetphänomene wie Videoaktivismus oder Blogs, Bürger-Journalismus und Indymedia-Netzwerke, die von Amateuren betrieben werden, in den Wirkungskreis des subversiven DIY. Der Soziologe Jens Thomas kritisiert dazu, dass dieser Blick auf ein amateurhaftes politisch-ethisches Verständnis des Selbermachens verengt sei. Vielmehr müsse man einzelne Bereiche untersuchen und fragen, ob sich die Akteure als politische verstehen. In seiner Studie zum Designbereich wies er nach, dass sich nur ein Teil als politisch versteht und als politisch verstanden werden kann.

## Wirtschaftliche Aspekte

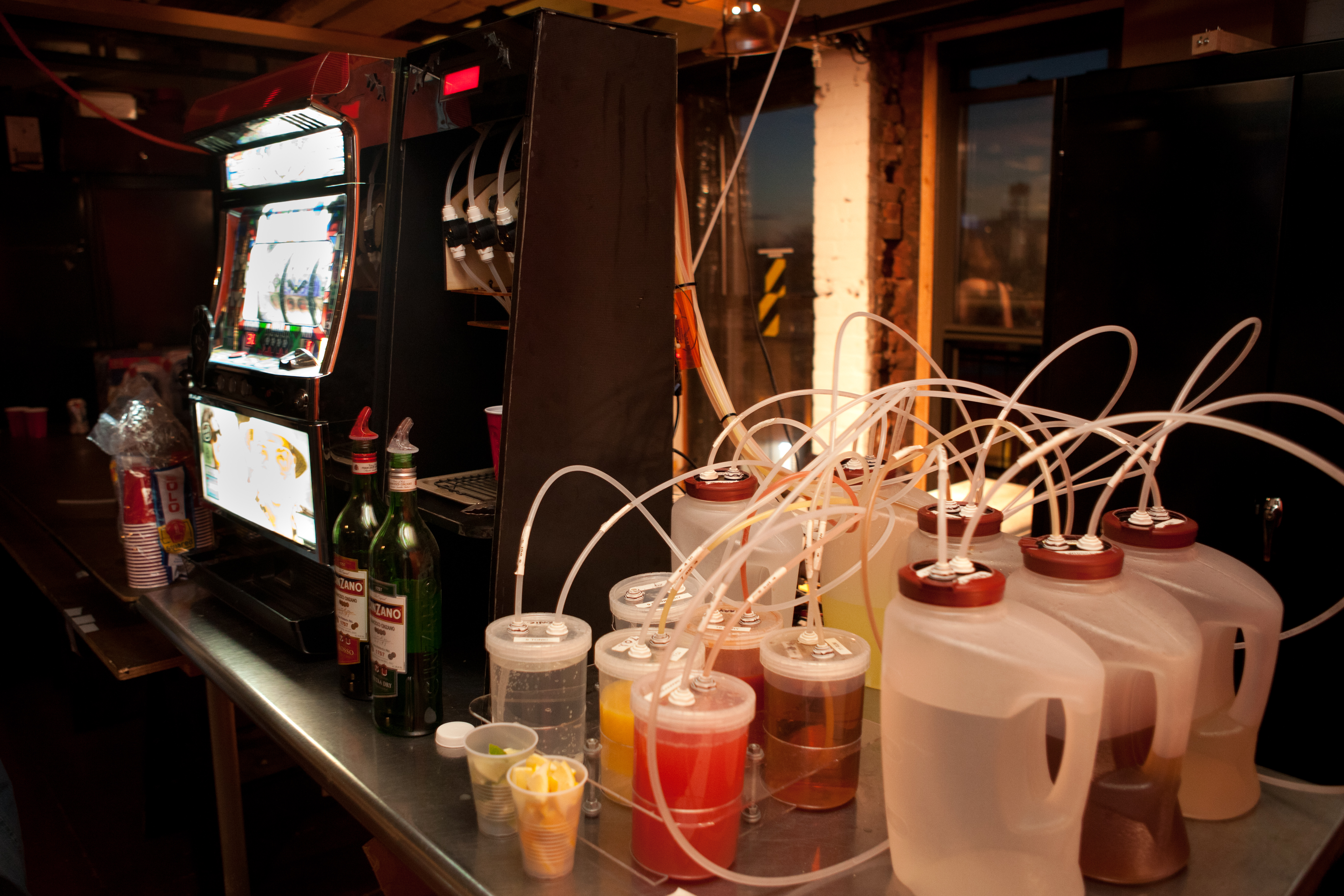
Drink-Mix-Roboter

In der Betriebswirtschaftslehre bezeichnet DIY die Branche der Baumärkte, die sich auf Produkte für Heimwerker spezialisiert hat. 2005 gab es in Deutschland 2.520 Baumärkte mit je einer Gesamtfläche von über 1000 Quadratmeter. Der Gesamtumsatz der Branche betrug im Jahr 2008 in Deutschland 17,6 Mrd. €. Das Marktpotential für Baumärkte steigt seit einigen Jahren mit dem Trend zum Heimwerken, 2007 gaben bei einer Befragung in mehreren europäischen Ländern 60 % der Befragten an, selbst als Heimwerker tätig zu sein, 2010 waren es 70 %. Dabei geben die Deutschen für Instandhaltungsmaßnahmen im Haus jährlich durchschnittlich 600 Euro aus sowie 1.500 Euro für Do-it-yourself-Projekte im Garten.
In der Volkswirtschaftslehre wird der Wirtschaftssektor der Privathaushalte, innerhalb dessen während der Freizeit Do it Yourself-Tätigkeiten ausgeführt werden, unvollkommen erfasst. Das gilt insbesondere für unentgeltliche Haus- und Familienarbeit und die Herstellung für den Eigengebrauch (Heimwerken) oder unentgeltlich für andere (etwa Kochen). Durch die DIY-Mentalität werden Kosten für Handwerker gespart, wodurch das Bruttoinlandsprodukt (BIP) geringer ausfällt. Die Kosten für Selbsthilfe sind allenfalls Materialkosten, während Personalkosten für die Arbeitsleistung im Privathaushalt nicht anfallen. Der Umsatz im klassischen DIY-Markt wird in Deutschland für 2022 auf 52,7 Mrd. Euro geschätzt, was einem Anteil von 1,5 % am Bruttoinlandsprodukt entspricht.
Do it yourself wird wie Gefälligkeitsarbeit oder Nachbarschaftshilfe als Teil der Subsistenzwirtschaft (englisch urban subsitance) betrachtet. Gegenstände, die aus DIY-Arbeit entstanden sind, werden – meist abwertend konnotiert – als „Marke Eigenbau“ bezeichnet.

## Kritik und Diskussion
Die Tätigkeiten, soweit sie auch Improvisationen mit einschließen, können nach Ansicht von Kritikern nur Personen ausüben, die über Produktionsmittel (Werkzeuge), Material, Fähigkeiten, Zeit und Zugang zu Wissen verfügen. Jedoch versucht einen solchen Zugang die der DIY-Bewegung nahestehenden FabLab- und Open-Source-Bewegungen (Hardware- und Software) über Open Hardware, Open Data und Open Standard zu ermöglichen.
Es wird argumentiert, der Individualismus, dem die liberale Idee der individuellen Freiheit zugrunde liege, bewirke, dass DIY über die Bedeutung einer Marktnische nicht hinauskomme. Ein Gegenbeispiel hier sind jedoch die Fablab- und Open-Source-Bewegung, die DIY auf teilweise hochorganisiertem, ökonomisch und politisch relevantem Niveau betreiben. Relevant sind hier die Neuprägungen Do it with others („Mach’ es mit anderen“, DIWO) und Digital do it yourself („Mach’ es digital selbst“, DDIY) des Begriffs, die die Relevanz von Ko-Kreation, glokaler Kooperation und digitaler Fertigung für DIY betonen.
Kritisch kann auch angemerkt werden, dass durch die Aufweichung einer strikten Trennung zwischen „professionell“ und „amateurhaft“ die traditionellen Berufsbezeichnungen heute diffus werden.
Die (Selbst-)Bezeichnung DIY als Subkultur trägt die Annahme in sich, es gebe eine einheitliche „Metakultur“.
Es gibt keine dauernden Mitgliedschaften und tragende Institutionen. Auch wenn hier von Bewegungen die Rede ist, bestehen im Unterschied zu sozialen Bewegungen weder kollektive Akteure, zielgerichtete Leitbilder, Persönlichkeiten (außer Jean Pütz, Susanne Klingner, Patricia Morgenthaler und Jeri Ellsworth), noch bestehen andere übergreifende Zusammenhänge -abgesehen von bestimmten Printmedien und Branchen-Verbänden.

### Dem DIY zugerechnet werden (unvollständig)
- Software-Domäne: Hacker, Mod (Computerspiele), Homebrew, Fangame
- Liste textiler Handarbeiten
- Renovierung
- Reparatur
- Bauen
- Basteln
- Dekorieren
- Maker
- Thingiverse
- Hardwarehacker
- iFixit (Reparaturanleitungen für Elektronik aller Art)
- Zugeschaut und mitgebaut
- Ratbike
- Cafe Racer
- Custombike
- Chopper (Motorrad)
- Solo-Selbständigkeiten

### Tätigkeiten, die (nicht ausschließlich) demalternativenDIY zugerechnet werden (unvollständig)
- Selbstverlag
- Alternative Comics
- Volxküche
- Siebdruck[44]
- Zines[45] (ähnlich den Fanzines)

### Akteure des alternativen DIY
- Food Not Bombs
- CrimethInc.